# Pistó (escultor)
Pistó (en llatí Piston, en grec antic Πίστον) fou un escultor grec.
Va afegir una figura d'una dona a l'escultura d'una biga feta per Tisícrates, segons diu Plini el Vell. Aquest darrer va florir a l'entorn de l'any 300 aC i Pistó devia viure al mateix temps o no gaire després. També va fer una estàtua de Mart i una de Mercuri que en temps de Plini eren al temple de la Concòrdia.